# 텔레시네마 프로젝트 Vol.6 - 다섯째 손가락
《텔레시네마 프로젝트 Vol.6 - 다섯째 손가락》은 대한민국의 아이돌 아이유의 미니 앨범이다. 타이틀 곡은 〈다섯째 손가락〉이다. 2010년 2월 24일 로엔 엔터테인먼트에서 발매되었다.

## 수록곡
| # | 곡명                  | 작사 | 작곡 | 편곡 |
| - | --------------------- | ---- | ---- | ---- |
| 1 | 다섯째 손가락         |      |      |      |
| 2 | 다섯째 손가락 (Inst.) |      |      |      |